# Carlia aramia
Carlia aramia är en ödleart som beskrevs av  George R. Zug 2004. Carlia aramia ingår i släktet Carlia och familjen skinkar. Inga underarter finns listade.